# Simple Plan
Simple Plan — канадський музичний рок-гурт, що грає у стилі поп-панк, поп-рок, альтернативний рок. Заснований на хвилі популярності поп-панку у 1999 році у Монреалі. 2010 року гурт переїхав до Лос-Анжелеса.

## Склад
До складу гурту входять:
- Джефф Стінко (Jeff Stinco): соло-гітара
- Девід Дерозьє (David Desrosiers): бас-гітара/бек-вокал
- П'єр Був'є (Pierre Bouvier): вокал
- Себастьян Лефебр (Sebastien Lefebvre): гітара/бек-вокал
- Чак Комо (Chuck Como): барабани

Від часу заснування склад гурту не зазнав жодної зміни.

## Формування (1999-2000)
Гурт Simple Plan утворився 1996 року під назвою Reset. Гурт створили друзі: П'єр Був'є, Чарльз Комо, Філіп Джолікоер і Адріан Вайт. Reset гастролювали по Канаді з такими групами, як MxPx, Ten Foot Pole і Face to Face, але їм не вдалося досягти великой популярності. Дебютний альбом No Worries вийшов 1999 року і Комо після цього вирішив покинути гурт і піти вчитися в коледж. Через два роки він зустрів своїх шкільних друзів Джеффа Стінко і Себастьяна Лефебр, вони об'єдналися і створили свою групу. Тим часом Reset випустили свій другий альбом No Limits. Наприкінці 1999 року, Комо і Був'є зустрілися на Sugar Ray, і після цього П'єр пішов з Reset і незабаром приєднався до Чака. Девід Дерозьє замінив Був'є в групі Reset, але через 6 місяців теж покинув колектив. Був'є запросив Дероз'є в Simple Plan, і тепер П'єр тільки співає, а Девід грає на бас-гітарі.
Походження назви гурту є невизначеним. За однією з версій, назву було взято після перегляду фільму «Простий план». Але на офіційному сайті було викладено фотографію з книгою Скота Сміта «A Simple Plan» і підписом до фото «Книга, з якої  все це почалося».

## Дискографія
Студійні альбоми:
- No Pads, No Helmets... Just Balls (2002)
- Still Not Getting Any... (2004)
- Simple Plan (2008)
- Get Your Heart On! (2011)
- Taking One for the Team (2016)
- Harder Than It Looks (2022)

Концертні альбоми:
- Live in Japan 2002 (Japanese Import) (2003)
- Live in Anaheim (2004)
- MTV Hard Rock Live (CD/DVD) (2005)